# Makian
Makian je v současnosti nečinná sopka a zároveň 10 kilometrů široký ostrov v Indonésii, nacházející se v Moluckém moři. Jedná se o nejjižnější sopečnou strukturu ostrovního řetězce podél západního pobřeží ostrova Halmahera. 1357 m vysoký vrchol stratovulkánu je zakončený kráterem širokým 1,5 km. Na západním svahu se rozkládají čtyři parazitické krátery, nicméně zdrojem erupcí je hlavní kráter. Ačkoliv nejsou časté, bývají ničivé. Z osmi doložených erupcí za posledních 500 let měly tři sílu VEI 4 a dvě VEI 3. První se zaznamenala okolo roku 1550, poslední v létě 1988.